# Funk in France: From Paris to Antibes (1969–1970)
Funk in France: From Paris to Antibes (1969–1970) ist ein Jazzalbum von Grant Green, das 1969–70 in Frankreich aufgenommen und am 25. Mai 2018 bei Resonance Records veröffentlicht wurde. Das Album entstand in Zusammenarbeit mit dem Institut national de l’audiovisuel (INA). Funk in France erschien als Vinyl in 180-Gramm-Pressung und in einer 2-CD-Edition. „Beide Auftritte zeigen Greens frühe Veränderung zu einem schwereren und funkigeren Sound zu Beginn der 1970er.“

## Hintergrund
Die Aufnahmen entstanden in unterschiedlichen Besetzungen bei Konzerten des Gitarristen in Frankreich, ein Großteil der Titel wurde in Triobesetzung in Studio 104 der Maison de la Radio, dem Sitz des ORTF (der französischen Organisation für Radio und Fernsehen) am 26. Oktober 1969 in Paris eingespielt. Dort spielte Grant Green mit Larry Ridley und Don Lamond, ergänzt bei „I Wish You Love“ von dem Gitarristen Barney Kessel. Der zweite Teil von Funk in France vereint vier Titel aus zwei Auftritten am 18. und 20. Juli 1970 beim Antibes Jazz Festival. Die ORTF-Studiosession wurde für eine Rundfunksendung aufgenommen und vom Produzenten André Francis produziert.
Da die beiden Konzertauftritte um einige Monate voneinander getrennt waren, sind sie in ihrer Ausführung recht unterschiedlich. So kamen beim Antibes Auftritt Organist Clarence Palmer, Claude Bartee am Tenorsaxophon und Billy Wilson am Schlagzeug hinzu. Bartee hatte zuvor in New York mit Grant Green gespielt und sollte dann mehrere Jahre bei ihm arbeiten.
Die Liner Notes stammen von Michael Cuscuna, Pascal Rozat und Zev Feldman.

## Titelliste
- Grant Green: Funk in France: From Paris to Antibes (1969–1970) (Resonance Records – HCD-2033)
- CD 1
  1. I Don’t Want Nobody to Give Me Nothing (Open Up The Door I’ll Get It Myself) 4:34
  2. Oleo 4:24
  3. How Insensitive (Insensatez) 7:18
  4. Untitled Blues 8:09
  5. Sonnymoon For Two 7:00
  6. I Wish You Love 7:06
  7. Upshot 18:02
- CD 2
  1. Hurt So Bad 14:35
  2. Upshot 19:46
  3. Hi-Heel Sneakers 27:13

## Rezeption
Richard Brody (The New Yorker) zählt Grant Greens Album (gemeinsam mit dessen Slick! — Live at Oil Can Harry’s) zu den besten Archiv-Veröffentlichungen im Bereich des Jazz des Jahres 2018. Weiter schrieb er: „Ich hatte schon lange davon geträumt, dass wiederentdeckte Live-Aufnahmen des Gitarristen Grant Green auftauchen würden; der Traum wurde in diesem Jahr Wirklichkeit: Mit zwei Album-Veröffentlichungen von Resonance Records, ‚Funk in France: From Paris to Antibes (1969–1970)‘ und ‚Slick! – Live at Oil Can Harry’s‘, wurden drei Konzerttourneen vorgestellt, die seltene Einblicke in Greens Kunst geben.“ Durch das Anhören von Schallplatten (besonders von Charlie Parker) autodidaktisch geschult, habe Green lange, „hornartige Solo-Linien von subtiler Kühnheit“ gespielt, „bei denen scheinbar die Harmonien mit einer fließenden Wirkung schwebten, womit er in funky Rhythmus und Blues ebenso zu Hause war. Die zwei neuen Konzertalben von Green enthalten ein Trio aus dem Jahr 1969, das seinen reichlich aufgenommenen Stil als sofortigen Klassizismus zurückerobert sowie ein elektrisches Quartett aus dem Jahr 1970, das beliebte Stile widerspiegelt, auf die Green mit neuer Wärme und Energie reagiert. Green starb 1979 im Alter von dreiundvierzig Jahren an einem Herzinfarkt und erlebte nicht, wie diese Synthesen blühten und expandierten, noch, um sie selbst weiter zu tragen.“
Stephen Thomas Erlewine verlieh dem Album in Allmusic vier (von 5) Sterne und schrieb: „Bei dem Pariser Konzert stößt Green auf den funky Pop-Jazz-Hybrid vor, den er in den frühen 70er-Jahren zu seinem Spezialgebiet machen würde, sich aber noch nicht ganz dazu verpflichtet. Green verbirgt seine Loyalität gegenüber dem Funk nicht, indem er das Verfahren mit einer perkolierenden Version von James Browns I Don’t Want Nobody To Give Me Nothing (Open Up The Door I’ll Get It Myself) öffnen, eine Version, die nicht als K als Vorbote dient für das, was später kam. Abgesehen von einem locker lyrischen Untitled Blues sind Green und Company in relativ unkompliziertem Bop-Territorium und spielen zwei Sonny Rollins-Songs und den Standard I Wish You Love zusammen mit Antonio Carlos Jobims How Insensitive. Es ist ein lebhaftes Set, aber unauffällig im Vergleich zu den Mitschnitten von Antibes. Durch die Zusammenarbeit mit einem Organisten und Saxophonisten kann Green sich für R&B engagieren. Das Quartett lernt hart und verbringt fast 20 Minuten mit dem Original Upshot. Dann verlängert Tommy Tuckers Tanzhit ‚Hi-Heel Sneakers‘ auf fast eine halbe Stunde. Hier spielt Green den harten Jazz-Funk, mit dem er auf Alive! Debütierte, der wegweisenden Blue Note-LP, die er nur einen Monat später aufnehmen würde, und während die Auftritte beim Rundfunk in Frankreich weder pop-orientiert noch anstrengend sind. Das Material dort hat auch seinen Reiz. Green hat seinen Stil gefunden und er hat die Freiheit, so lange er will, zu jammen. Die Ergebnisse sind nicht nur faszinierend, sie sind tanzbar.“
Andrew Cartmel meinte in London Jazz News, die Wiederentdeckung von Grant Green sei in vollem Gange, dank seiner Musik, die zuerst von Acid-Jazz-Interpreten, dann von Hip-Hop-Künstlern und von Fans von Funkmusiks angenommen und neu eingesetzt wird. Wichtiger sei jedoch, dass die wahre Statur seiner Aufnahmen wie der 1963-Klassiker Idle Moments von Blue Note zunehmend anerkannt werde. Und nun setze Resonance Records dies fort, indem man klassische verloren geglaubte Mitschnitte Grant Greens aufzudeckeb.
„Das Paris-Set wird mit einem Titel eröffnet, der die Wortzählung für diese Überprüfung fast verbraucht: Ich möchte nicht, dass mir niemand etwas gibt (Öffnen Sie die Tür, die ich mir selbst besorge). Die Tatsache, dass es sich um einen James Brown-Track handelt, zeigt deutlich, dass Grant Green beabsichtigt, Funk-Anspielungen zu bringen. Es ist dunkel, nervös und suchend, während Green perkussiv spielt. Larry Ridleys Bass krümmt sich und windet sich wie ein Efeu auf einem Ast. Sonny Rollins 'Melodie ‚Oleo‘ wird in einer angesagten, offenen und luftigen Wiedergabe geliefert, wobei Green Farben und Highlights erzeugt, als würde er glitzernde Fragmente von einem Eisblock scheren.“

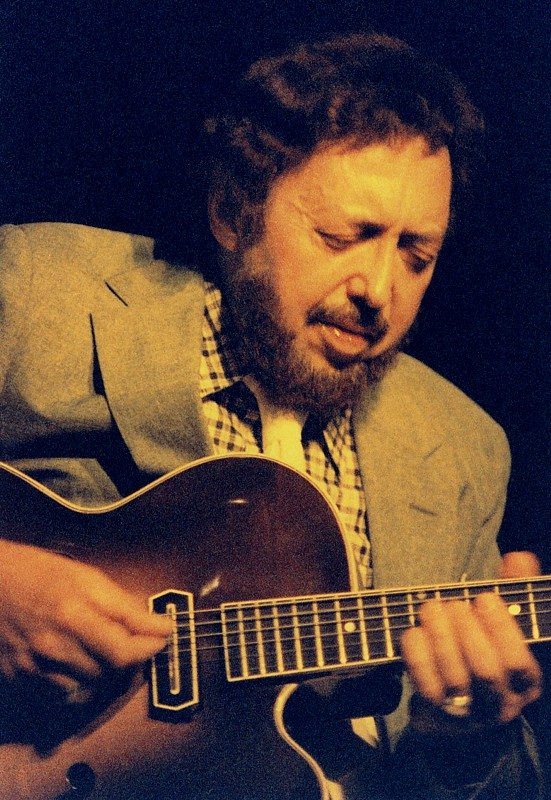
Porträt Barney Kessel bei einem Bühnenauftritt mit Archtop-E-Gitarre

Das Set beginne wirklich mit Tom Jobims ‚Insensatez‘ zu kochen, eingeführt durch das aufgeregte Stoppuhr-Ticken von Don Lamonds Schlagzeug, das von Ridleys Bass unterlegt und dann mit ihm verwoben wird. Die Erforschung des Songs durch Green ist widerhallend und (angemessen genug) resonant. Auf den entspannten und funky gespielten ‚Untitled Blues‘ folge ein weiterer Höhepunkt, Charles Trenets ‚I Wish You Love‘, für den Barney Kessel dem Trio beitritt. Die duellierenden Gitarren sind eine Gelegenheit für scharf zugeschnittenes Spielen, das paradoxerweise einen fetten, warmen Sound erzeuge, mit einem tollen Feeling für entspanntes Timing, das elastisch hinter dem Takt spielt, so dass der Hörer die Sorgen des Tages einfach fallen lasse. Die Gitarristen erforschten die Melodie fast pianistisch und verliehen ihr eine unerwartete Statur und Tiefe, so Andrew Cartmel.
Die Aufnahmen aus dem Pariser Radiostudio profitierten auch von Kürze - alle Antibes-Strecken sind ausgedehntes Training, meint Carmel. Auf der anderen Seite füge die Anwesenheit von Claude Bartee auf dem Tenorsaxophon in Antibes eine zusätzliche Dimension hinzu. Funk in France sei ein äußerst üppiges Angebot für jeden Grant Green-Liebhaber oder Liebhaber der Jazzgitarre, resümiert der Autor.
Reinhard Köchl meinte in Jazz thing, wer annehme, Nile Rodgers sei der Erfinder der Funk-Gitarre gewesen, dem war Grant Green bislang offenbar kein Begriff. Die sei nicht die erste Wissenslücke, die dank der „Musik-Archäologie“ von Resonance Records geschlossen werden könnte. „Spätestens nach dem Genuss der bislang unveröffentlichten Frankreich-Aufnahmen des wunderbaren, stets ein wenig im Schatten dahinzupfenden Mannes aus St. Louis weiß nämlich jeder, dass er als der wahre Urvater der funky Patterns auf sechs Saiten gelten muss.“ Die Mitschnitte aus den ORTF-Studios in Paris und vom Jazzfestival Antibes dokumentierten nämlich „die erstaunliche Entwicklung eines Gitarristen, der auf der Zielgeraden seiner Karriere seine wahre Bestimmung gefunden hatte. Allein die ultralangen Versionen seines Klassikers „Upshot“ aus Antibes bieten ein Feuerwerk an geschwinden, perlenden Soli auf brodelndem Fundament. Alles, was Greens Bands damals auspackten, war virtuos und tanzbar. Erhabene Coolness.“